# 2004 en jeu vidéo
 (août 2017).
Si vous disposez d'ouvrages ou d'articles de référence ou si vous connaissez des sites web de qualité traitant du thème abordé ici, merci de compléter l'article en donnant les références utiles à sa vérifiabilité et en les liant à la section « Notes et références ».
Cet article présente les faits marquants de l'année 2004 concernant le jeu vidéo.

## Événements
- 12 janvier : Ubisoft achète Tiwak.
- 6 avril :  Midway achète Surreal Software.
- 15 juin : la GP32 est distribuée dans quelques pays d'Europe.
- Juillet : création de la société Mist Walker par Hironobu Sakaguchi.
- 1er septembre : sortie de Dofus.
- 11 octobre : Midway achète le studio de développement Inevitable Entertainment et le renomme Midway Studios Austin[1].
- Novembre : la blague d'un webzine de jeu vidéo sur le retard d'un jeu de la série Dead or Alive selon laquelle 147 japonais se seraient suicidés en gobant une poche de silicone pour protester contre son report est reprise quelques mois plus tard de manière très sérieuse par Libération et le JT de France 2.
- 5 novembre : Nobuo Uematsu quitte Square Enix et lance sa propre société : Smile Please.
- 30 novembre : Midway achète le studio de développement Paradox Development.
- 2 décembre : sortie de la Nintendo DS au Japon.
- 12 décembre : sortie de la PlayStation Portable au Japon.

## Principales sorties de jeux

### Japon
| 22 janvier   | Phantom Brave                     | PlayStation 2    |
| 5 février    | AirForce Delta: Blue Wing Knights | PlayStation 2    |
| 15 avril     | Kirby and the Amazing Mirror      | Game Boy Advance |
| 27 mai       | Wario World                       | Gamecube         |
| 22 juillet   | Gradius V                         | PlayStation 2    |
| 16 septembre | Pokémon Version Émeraude          | Game Boy Advance |
| 4 novembre   | Zelda: The Minish Cap             | Game Boy Advance |
| 27 novembre  | Dragon Quest VIII                 | PlayStation 2    |
| 9 décembre   | Yoshi's Universal Gravitation     | Game Boy Advance |

### États-Unis
| 14 janvier   | Fallout: Brotherhood of Steel   | PlayStation 2, Xbox           |
| 3 février    | AirForce Delta Strike           | PlayStation 2                 |
| 24 mai       | Mario vs. Donkey Kong           | Game Boy Advance              |
| 7 septembre  | Burnout 3: Takedown             | Playstation 2, Xbox           |
| 13 septembre | Regnum Online                   | Windows, Linux                |
| 26 octobre   | Grand Theft Auto: San Andreas   | PlayStation 2                 |
| 9 novembre   | Halo 2                          | Xbox                          |
| 15 novembre  | Metroid Prime 2: Echoes         | GameCube                      |
| 15 novembre  | Need for Speed: Underground 2   | PlayStation 2, GameCube, Xbox |
| 17 novembre  | Metal Gear Solid 3: Snake Eater | PlayStation 2                 |
| 23 novembre  | World of Warcraft               | Windows                       |

### Europe
| 6 février     | Afrika Korps vs. Desert Rats         | Windows                                           | France |
| 18 mars       | Unreal Tournament 2004               | Windows                                           |        |
| 25 mars       | Far Cry                              | Windows                                           | France |
| 16 avril      | Fallout: Brotherhood of Steel        | PlayStation 2, Xbox                               |        |
| 14 mai        | Deadly Skies III                     | PlayStation 2                                     | France |
| 1er septembre | Dofus                                | Windows                                           |        |
| 10 septembre  | Burnout 3: Takedown                  | Playstation 2, Xbox                               |        |
| 13 septembre  | Regnum Online                        | Windows, Linux                                    |        |
| 24 septembre  | Dawn of War                          | Windows                                           | France |
| 1er octobre   | ObsCure                              | Windows, Xbox, PlayStation Portable PlayStation 2 | France |
| 8 octobre     | Fable                                | Xbox                                              |        |
| 5 novembre    | RollerCoaster Tycoon 3               | Windows                                           |        |
| 10 novembre   | Halo 2                               | Xbox                                              |        |
| 16 novembre   | Half-Life 2                          | Windows                                           |        |
| 2 décembre    | Prince of Persia : l'Âme du guerrier | PlayStation 2                                     |        |

## Meilleures ventes

### Vente de jeux sur console au Japon
| Rang | Titre                                       | Support         | 0Nombre 0d'unités |
| 1    | Dragon Quest VIII                           | PlayStation 2   | 3 327 167         |
| 2    | Pokémon Rouge Feu et Vert Feuille           | GameBoy Advance | 2 392 005         |
| 3    | Dragon Quest V : Tenku no Hanayome          | PlayStation 2   | 1 611 974         |
| 4    | Pokémon Version Émeraude                    | GameBoy Advance | 1 375 233         |
| 5    | Winning Eleven 8                            | PlayStation 2   | 1 042 234         |
| 6    | Sengoku Musou                               | PlayStation 2   | 1 024 253         |
| 7    | Jissen Pachislot Shinshouhou! Hokuto no Ken | PlayStation 2   | 916 765           |
| 8    | Metal Gear Solid 3: Snake Eater             | PlayStation 2   | 694 307           |
| 9    | Gran Turismo 4                              | PlayStation 2   | 663 543           |
| 10   | Derby Stallion 04                           | PlayStation 2   | 603 815           |

### Ventes de consoles au Japon
| Rang | Support              | 0Nombre 0d'unités |
| 1    | Game Boy Advance SP  | 2 800 000         |
| 2    | PlayStation 2        | 2 590 000         |
| 3    | Nintendo DS          | 1 450 000         |
| 4    | PlayStation Portable | 496 000           |
| 5    | GameCube             | 420 000           |
| 6    | Xbox                 | 40 000            |
| 7    | Game Boy Advance     | 30 000            |
| 8    | PlayStation          | 5 000             |

## Récompenses
- E3 2004
- Peter Molyneux est récompensé par le AIAS Hall of Fame